# محمية وادي الريان
تقع محمية وادي الريان في الجزء الجنوبي الغربي لمحافظة الفيوم، ويتكون وادي الريان من البحيرة العليا، والبحيرة السفلى، ومنطقة الشلالات التي تصل بين البحيرتين، ومنطقة عيون الريان جنوب البحيرة السفلى، ومنطقة جبل الريان وهي المنطقة المحيطة بالعيون، ومنطقة جبل المدورة التي تقع بالقرب من البحيرة السفلى.
ويتميز وادي الريان ببيئته الصحراوية المتكاملة بما فيها من كثبان رملية وعيون طبيعية وحياه نباتية مختلفة وحيوانات متنوعة وكذلك الحفريات البحرية، كما تعتبر منطقة الشلالات من مناطق الرياضات البحرية المختلفة.. ويوجد بالمحمية 15 نوعاً من الحيوانات البرية أهمها (الغزال الأبيض - الغزال المصري - ثعلب الفنك - ثعلب الرمل - الذئب) كما توجد بها عدة أنواع من الصقور .

## أصل التسمية
وادي الريان يعتبر من أهم المحميات الطبيعية المتواجدة بمصر بعد محميات رأس محمد وسانت كاترين وجبل علبة وقد سمّي وادي الريان بهذا الاسم نسبة إلى ملك يدعى الريان بن الوليد الذي عاش في المنطقة مع جيشه فترة يسقي ماء من العيون الطبيعية بالمنطقة وقد اتفق البدو على هذه التسمية التي وجد أن لها أصول مصرية قديمة كما وجد في بردية العالم جولنشيف والذي أكّد هذه المعلومة العالم جيكية ويرى بعض الباحثين أن المنطقة كانت مسكونة في القرنين الأول والثاني وأن جزءا من الأرض كان مزروعا ويتكون اسم وادي الريان من مقطعين لا يطابقان الواقع الحقيقي لأنه منخفض مغلق من جميع الجهات لا يعتبر واديا ولأن كلمة الريان تعني المشبع بالماء بينما هو قفر لا ماء فيه لذا يعتقد أن التسمية جاءت على سبيل الضد كما قال الدكتور جمال حمدان في كتابه شخصية مصر .

## الموقع الجغرافي لوادي الريان
يقع وادي الريان في الصحراء الغربية جنوب غرب الفيوم بحوالي 40 كيلو متر من مدينة الفيوم و 150 كيلومتر عن القاهرة ويمتد بين خطي طول 29 درجة ودقيقة و 29 درجة ودقيقة ودائرتي عرض 30 درجة و 30 دقيقة ويفصله عن منخفض الفيوم حاجز من الحجر الجيري يصل عرضه إلى حوالي 15 كيلو متر وتبلغ المساحة الكلية للبحيرات عند منسوب 1 متر أي 2.5 مساحة بحيرة قارون كما تبلغ سعته 2000 مليون متر مكعب عند منسوب ـ 18 متر أي أنه يمكن أن يستوعب ضعف ما تستوعبه بحيرة قارون (1100 مليون متر مكعب).

## خطوات التفكير في إنشاء منخفض وادي الريان

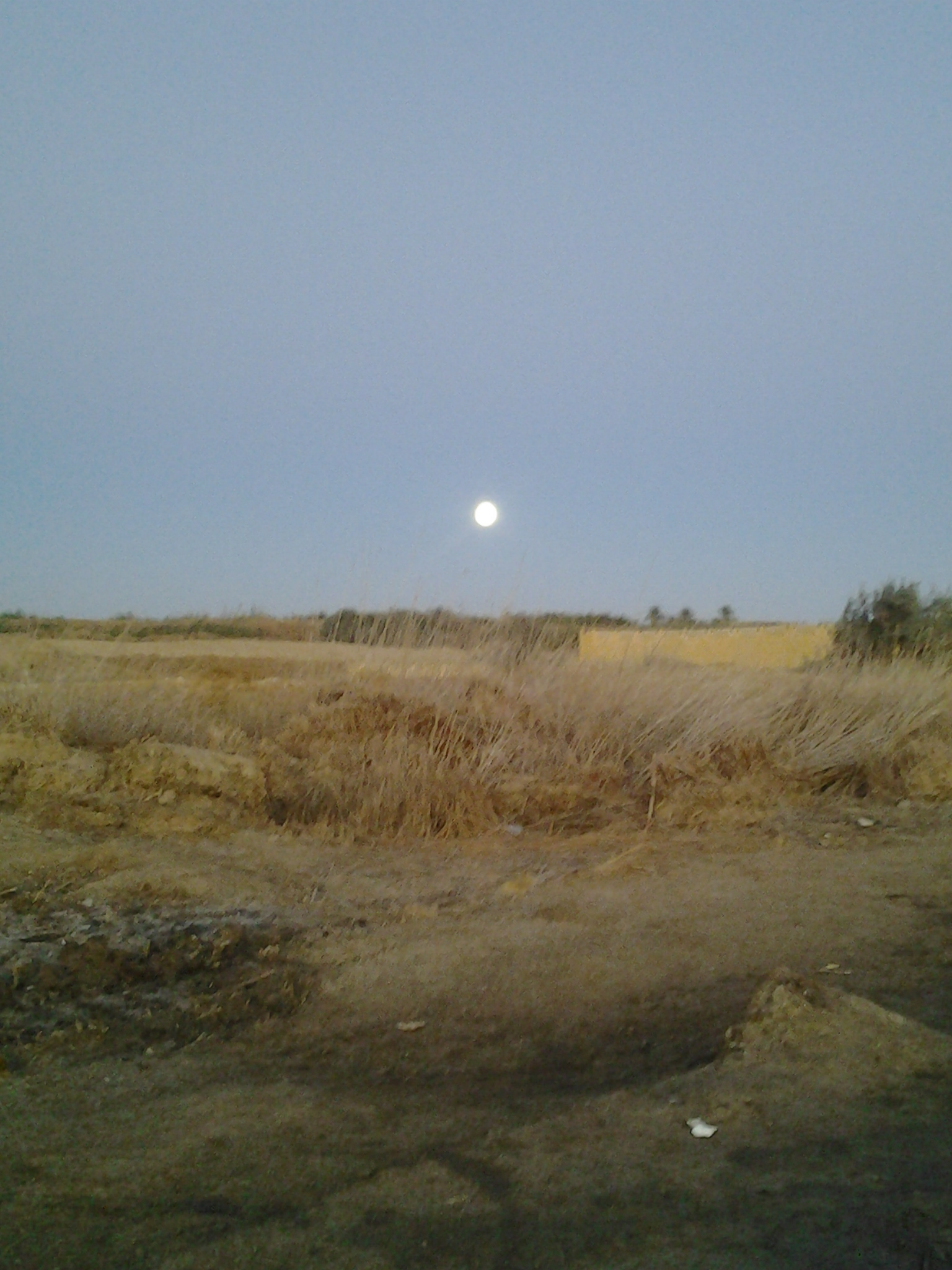
محمية وادي الريان مع سطوع القمر.

أول من فكّر في الاستفادة من مياه وادي الريان هو محمد علي باشا حيث كلّف كبير مهندسيه لينان دي بلفون لكي يجد طريقة لتخزين مياه الفيضان وفي عام 1882م تقدم المهندس الأمريكي فر يدريك توب هويت هوس بمشروع تبادلي هو الأول من نوعه لتحويل مياه النيل إلى منخفض الريان لحماية النيل من الفيضانات العالية والانتفاع بالمياه المخزونة وقت الحاجة وقدّم الكولونيل وسترن يساعده ليرنوبك دراسة تفصيلية لمشروع وادي الريان وقدّم تقريرا بذلك في عام 1880م وقدّم السير وليم وللكس تقريره الأول في عام 1890م والثاني عام 1894 م والثالث 1895 م وكان التفكير يتجه إلى توصيل نهر النيل لعمل طراد ضخم بوادي الريان عن طريق حفر قناة تمر بالقرب من منشأة الحاج جنوب غرب إهناسيا بحوالي 7 كيلو متر إلى وادي الريان وبدأ العمل في حفر مساحة كبيرة من القناة عام 1943 م ولكن المشروع لم يكتمل خوفا من تسرب المياه إلى منخفض الفيوم اعتقادا بوجود فوالق وكسور تحت الصخور وفي عام 1950 م قدم الخبير الجيولوجي سير سيرك دي فوكس تقريرا عن جيولوجيا المنطقة إلا أن التفكير في السد العالي ألغى التفكير في استخدام وادي الريان كمخزن للمياه والذي شجع محمد علي باشا ومجموعة العلماء الأجانب على دراسة فكرة إنشاء المنخفض واستخدامه كمخزن للمياه وقت الحاجة هو منسوب ذلك الوادي حيث أن الوادي ينخفض عن سطح البحر المتوسط بمقدار – 46 متر أي حوالي 1 متر عن منسوب بحيرة قارون مما مكّن من صرف الأراضي الزراعية الجنوبية في الفيوم إلى وادي الريان.

## مشروع وادي الريان

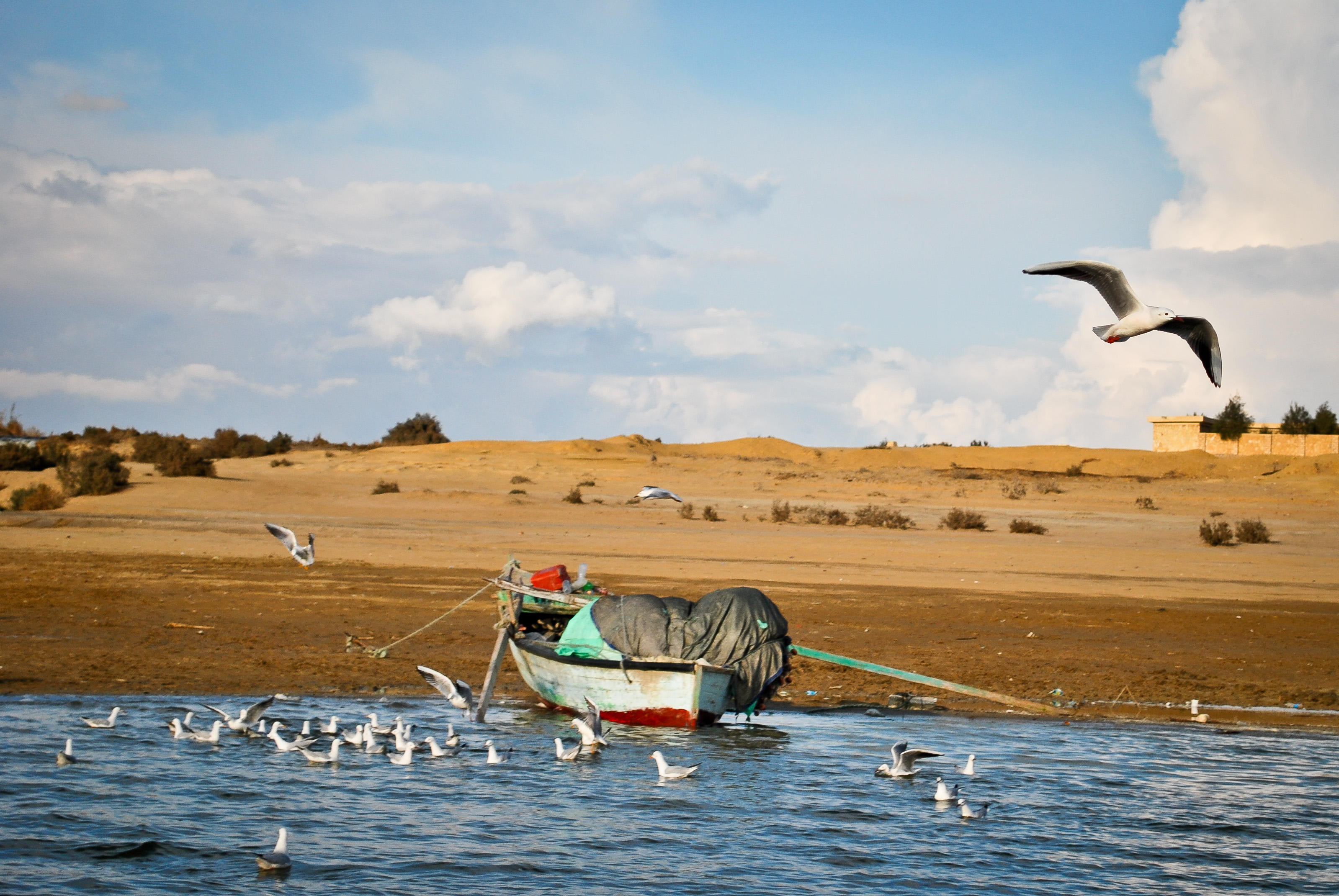

وجود منخفض الريان بهذه المساحة الكبيرة 400 كيلومتر قريبا جداً من منخفض الفيوم دفع إلى التفكير في صرف مياه الري الفائضة عن الزراعية في محافظة الفيوم إلى هذا المنخفض لأن صرف هذه المياه من قبل في بحيرة قارون كان ينتج عنه ارتفاع مستوى المياه الجوفية مما يهدد الأرض الزراعية في المنطقة وكذلك غمر مساحات واسعة من الشاطئ الجنوبي للبحيرة وهي أولى المناطق السياحية بالمحافظة ولحل هذه المشكلة تقرر تنفيذ مشروع لصرف جزء كبير من هذه المياه إلى منخفض الريان ويبل زمام محافظة الفيوم 378 ألف فدان يصرف منها في وادي الريان مساحة تبلغ 120 ألف فدان وهذا المشروع الذي تم الانتهاء في مارس 1973 يتلخص في مد قناة من الفيوم إلى الريان تتجه من الشمال الشرقي إلى الجنوب الغربي حاملة إليه مياه صرفها الزائد وقناة من قطاعين قناة مكشوفة طولها 9.5 كيلو متر في نهاية الطرف الغربي للفيوم إلى حافة الصحراء ثم نفق محفور أسفل الحاجز الجيري الفاصل بين منخفض الفيوم ومنخفض الريان وطوله 8 كيلو متر وقطره 3 أمتار وينتهي عند حافة الريان الشمالية الشرقية ونتج عن هذا المشروع تكوين بحيرتين تبلغ مساحة الأولى 35 ألف فدان والثانية 25 ألف فدان بينهم شلال تكوّن نتيجة فرق الارتفاع بينهم ونتيجة لاستمرار الصرف فإن مساحة هذه المسطحات المائية أو البحيرات المائية في ازدياد مستمر ونتج عن هذا المشروع تحول الفيوم لأول مرة من الصرف الداخلي إلى الصرف الخارجي ونتج عنه أيضا تحول وادي الريان من منخفض جاف تحت مستوى سطح البحر إلى بحيرات صناعية داخلية وإن ظل سطحها تحت مستوى سطح البحر وهي تأتي بعد البحيرة الصناعية التي كوّنها الإنسان المصري عند السد العالي أي بحيرة ناصر نتج عن ذلك أيضا حدوث تغيرات جوهرية في النظام البيئي بها سواء من حيوانات أو نباتات أو طيور أو حشرات هذا علاوة على أن هذه المنطقة بعد أن كانت جزءا من الصحراء الغربية أصبحت مكانا يرتاده الإنسان وإن كان هذا الإنسان هو حتى الآن صيادو السمك.

### فوائد المشروع تتمثل في الآتي
1. إعطاء أراضي الفيوم مقننات الري الكافية من المياه.
2. توفير الصرف الكامل سواء في المكان أو في عمق الصرف.
3. زيادة الأراضي المنزرعة في مساحة قدرها 5900 فدان.
4. زيادة تصاريح الأرز من 10000 فدان إلى 40000 فدان.
5. زراعة 10 فدان ثمار.
6. ضمان طفي الشراقي وزراعة الذرة في المواعيد المناسبة.
7. خلق منطقة بحيرات صناعية في وسط الصحراء لتربية الأسماك.
8. زيادة الدخل القومي بما لا يقل عن 5 ملايين جنيه مصري.
9. إمكانية توليد الطاقة الكهربائية بطاقة 200 حصان من المساقط المائية الأربعة.

## المناخ في وادي الريان
يصل متوسط درجات الحرارة في الفترة من مارس إلى سبتمبر 28 درجة ومن أكتوبر إلى مارس 18 درجة وتبلغ درجة الرطوبة النسبية 50%.
وقد أعلنت محمية وادي الريان في عام 1989 م لحماية الموارد الجيولوجية والبيولوجية والحضارية الفريدة بالمنطقة وتغطي المحمية مساحة 1759 كيلومتر مربع في الجزء الجنوبي الغربي للفيوم وتحوي تنوع في البيئات لكل منها أنواع من الحياة البرية والملامح الخاصة بها وقد تكونت البحيرتان الصناعيتان في وادي الريان في عام 1973م عندما تم غمر منخفض صحراوي بفائض مياه الصرف الزراعي وقد نمت أحراش نبات البوص حول الشاطئ لتخلق مناطق أسماك وطيور مائية وتعتبر الجنادل من أكثر المواقع جذبا للزوار في المحمية وهي الوحيدة ممن نوعها بمصر ويتم من خلال المحمية الحفاظ على مساحات كبيرة من الصحراء والتي تتميز بالتنوع في البيئات والتكوينات كما توجد حياة نادرة ومثيرة في صحراء وادي الريان وكذلك فإن حفريات المخلوقات البدائية التي عاشت هنا في الماضي السحيق تستحق التقدير والحماية ومن أجل المشاهد التي يصعب على المرء نسيانها مشهد التباين بين زرقة مياه البحيرات ورمال الصحراء.

## المكونات الرئيسية لمنطقة وادي الريان
البحيرة العليا ـ البحيرة السفلى ـ منطقة الشلالات ـ منطقة جبل المدورة ـ منطقة قارة جهنم ـ منطقة عيون الريان ـ منطقة جبل الريان (مناقير الريان). ونعرض لهذه المناطق بعض المعلومات

### البحيرات العليا
تبلغ مساحتها 65 كيلو متر وتوجد بوادي المساخيط وترتفع بمنسوبها عن البحيرة السفلى بمقدار 20 متر ونسبة الملوحة بها حوالي 1.5 جرام / لتر وأقصى عمق لها 22 متر منسوب سطح المياه 5 أمتار تحت سطح البحر ومياهها شبه ملحية ومتجددة.

### البحيرة السفلى
تقع بوادي الريان لتصل مساحتها حوالي 100 كيلو متر وهي البحيرة الكبيرة ونسبة الملوحة بها مرتفعة عن البحيرات العليا وتبلغ حوالي 2.5 جرام / لتر نتيجة عملية البخر وأقصى عمق لها 34 متر ومنسوب سطح المياه 25 متر تحت منسوب سطح البحر وتعتبر بحيرات الريان بيئة طبيعية نظيفة هادئة وجميلة وخالية من التلوث.

### منطقة الشلالات

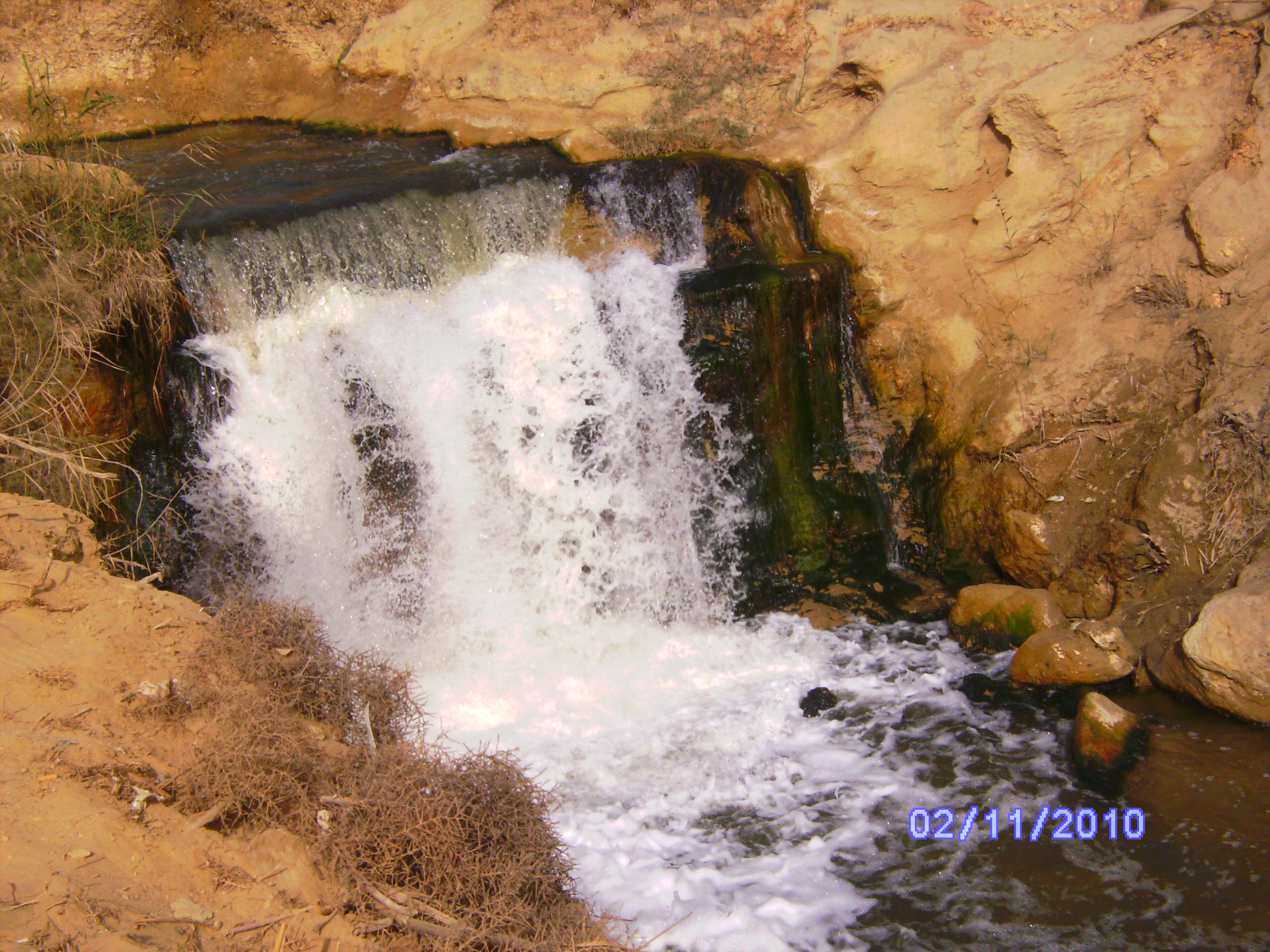
أحد شلالات وادي الريان

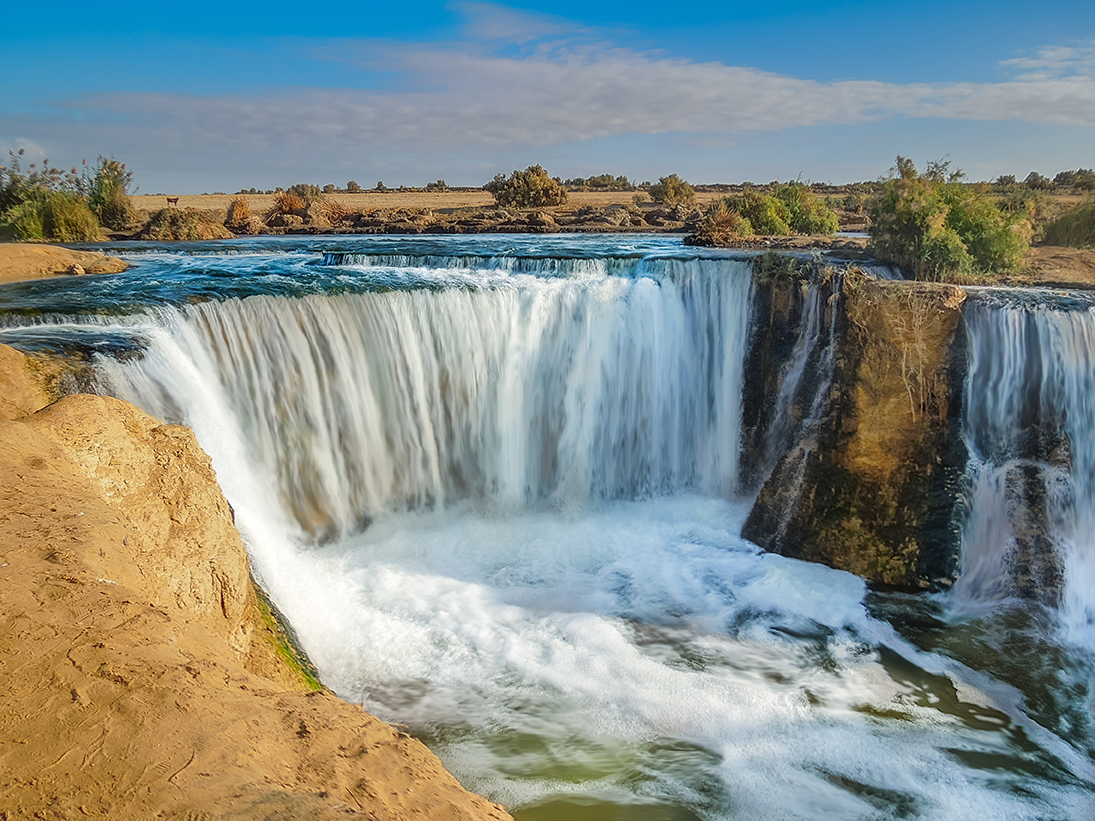
أحد شلالات وادي الريان

وتتمثل في المنطقة الواصلة بين البحيرتين وتقع بوادي القصيمات ويصل فرق المنسوب بين البحيرتين عشرون مترا وهي عبارة عن ثلاث شلالات طبيعية ينساب فيها الماء على ارتفاع أكثر من بين غابات من نبات البردي، وهي منطقة ذات جمال رائع ومناظر وتصلح لرياضة صيد الأسماك مع عدم الإضرار بالتوازن البيئي بالمنطقة وتصلح للرياضات البحرية مثل رياضة الغوص، إلى جانب الأنشطة الترفيهية والسياحية مثل ركوب الخيل والجمال وملاعب الجولف بمنطقة الشلالات والغطاء النباتي وبعض التراكيب الجيولوجية. وهذه المنطقة تعد من المقومات الطبيعية الهامة للسياحة الإيكولوجية ولا ينقصها سوى توصيل المرافق إليها لتوفير سبل الراحة للزائرين فهي تحتاج لطريق مرصوف حيث إنها لا تبعد عن طريق المساهمة سوى مسافة 1000 متر فقط كما إنها تحتاج إلى توصيل المياه العذبة والتليفونات وتحتاج أيضا إلى كوبري علوي للمشاة يربط جانبي الشلالات وبناء بعض الشاليهات لاستقبال السائحين من جميع أنحاء العالم.

### منطقة جبل المدورة
يعد جبل المدورة عبارة عن هضبة عالية على شكل دائرة تقابلها بالطرف الآخر ثلاثة هضاب قريبة الشبه بالأهرامات وينساب الماء بينها على شكل لسان من البحيرة ويوجد أسفل الجبل شاطئ بطول حوالي 500 متر ويمتاز بأنه مظلل بظل الجبل وهو من المناظر البديعة الخلابة جدا في البحيرة وتقع هذه المنطقة بالقرب من البحيرة السفلى وهي منطقة غاية في الجمال ويوجد بها جبل بين النهدين.

### منطقة قارة جهنم (وادي الحيتان)

Wadi Al-Hitan

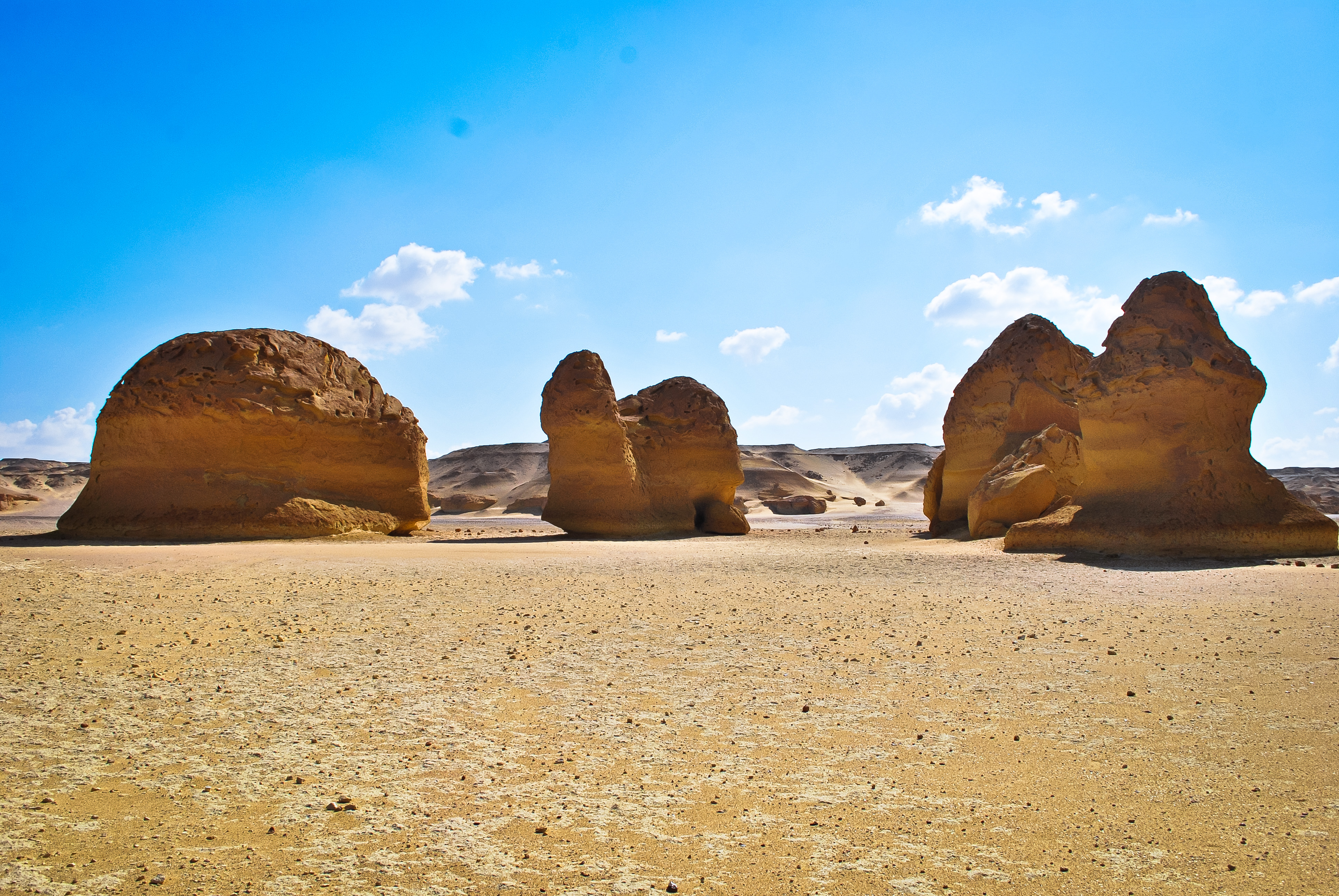
Wadi AlHitan

تقع منطقة وادي قارة جهنم في الشمال الغربي للبحيرة العليا في منطقة صحراوية نائية، فمنذ أربعين مليون سنة كان وادي الريان تحت محيط ضغط للغاية ونتيجة للتغيرات الجيولوجية انحصر المحيط تاركا خلفه بقية بعض الحيوانات وسميت هذه المنطقة بوادي الحيتان نسبة إلى وجود الآثار الدالة على وجود الحيتان بها وقد تم اكتشاف مئات الهياكل العظمية المتحجرة لبعض أنواع الحيتان الأولية، وأسنان سمك القرش وأصداف وغيرها من الحيوانات البحرية يوجد عرض هيكل حوت كامل بالمتحف الجيولوجي المصري، وتعتبر تلك المنطقة متحفا مفتوحا يمكن مشاهدة تجمعات كبيرة أنواع تلك الحيتان. ويمتاز وادي الحيتان بوجود العديد من المواقع المختارة مثل :
- صخور بها بقايا هياكل حيوانات بحرية.
- عمود فقري متحجر لحيوان ثديي بحري.
- هيكل لحيوان ثديي بحري متضمنا عمودا فقريا.
- أجزاء من هياكل لحيوانات ثديية بحرية بجوارها حقول البطيخ وتتكون من الحجر الرملي الجيري.
- عمود فقري لحيوان ثديي بحري مغطي جزيئات بالرمال.
- بقايا هياكل وعظام لحيوان ثديي بحري لعمود فقري بحري وبقايا عظام.
- هيكل وعظام لحيوان ثديي بحري وري بفعل عوامل الطبيعة.
- منجروف نبات الشوري متحجر داخل صخور لينة.

### منطقة عيون الريان
تقع جنوب البحيرة السفلى وتبلغ مساحتها 150 كيلو متر مربع، وتوصف منطقة عيون الريان بأنها منطقة ذات بيئة صحراوية متكاملة، وسميت بهذا الاسم لوجود بعض العيون الطبيعية الكبريتية بها تتكون المنطقة من الكثبان الرملية الطويلة والكثيفة والمتحركة ويوجد بها أربعة عيون طبيعية كبريتية متكاملة تصلح للسياحة العلاجية والترفيهية.
وتعد منطقة عيون الريان منطقة غنية بالحياة النباتية من غابات النخيل والغردق وتنحصر بين ثلاث جبال.. أما بالنسبة للحياة الحيوانية مثيلها حيوانات برية مثل الغزال المصري والذئب المصري والثعلب الأحمر والغزال الأبيض الناري والمهدد بالانقراض وتحتوي أيضا على أكثر من مائة نوع من الطيور، المقيم منها أو المهاجر وعلى حوالي ستة عشر نوعا من الزواحف.
وهذه المنطقة لا تحتاج إلى طريق مرصوف يمر بين الكثبان الرملية خاصة إنها لا تبعد عن طريق المساهمة المرصوف سوى 1000 متر فقط.

### منطقة جبل الريان
تتمثل منطقة جبل الريان في تلك المنطقة الجبلية المحيطة بمنطقة عين الريان، ويطلق عليها (مناقير الريان) لاتخاذ الجبل شكل المنقار وتحيط تلك المناقير بالمنطقة الشمالية الجنوبية وكذلك المنطقة الجنوبية الغربية لمنطقة عيون الريان الطبيعية وتحتوي المنطقة على الحفريات البحرية وبعض الآثار.
ويوجد بالمنطقة أنواع مختلفة من الطيور، مثل صقر شاهين والصقر الحر.

### وادي الحيتان
هي منطقة للحفريات في الشمال الغربي لمحمية وادي الريان يرجع عمرها إلى حوالي 40 مليون عام وهذه الحفريات لهياكل متحجرة لحيتان بدائية وأسنان سمك القرش.

## معرض صور

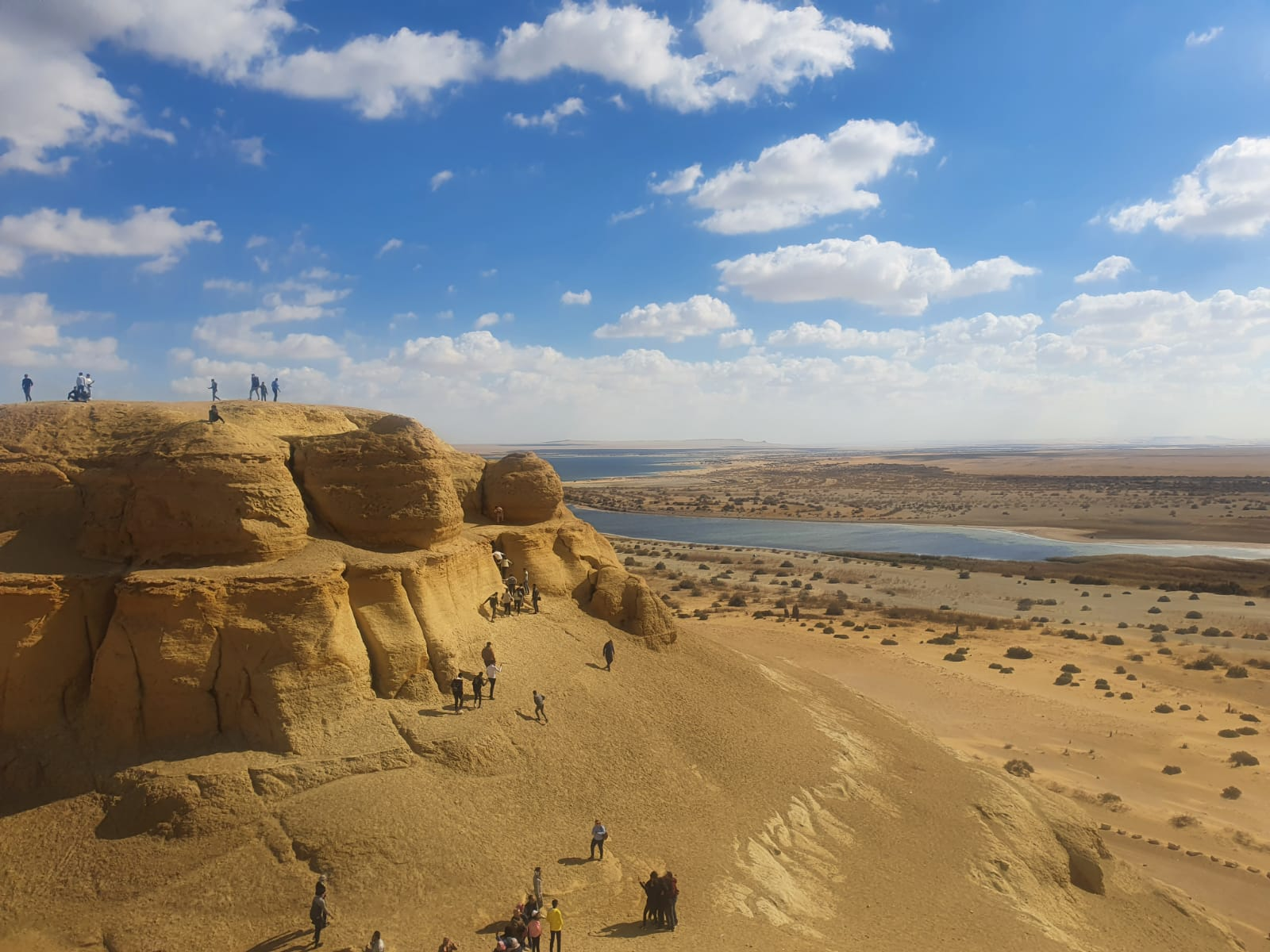
جبل المدورة في وادي الريان
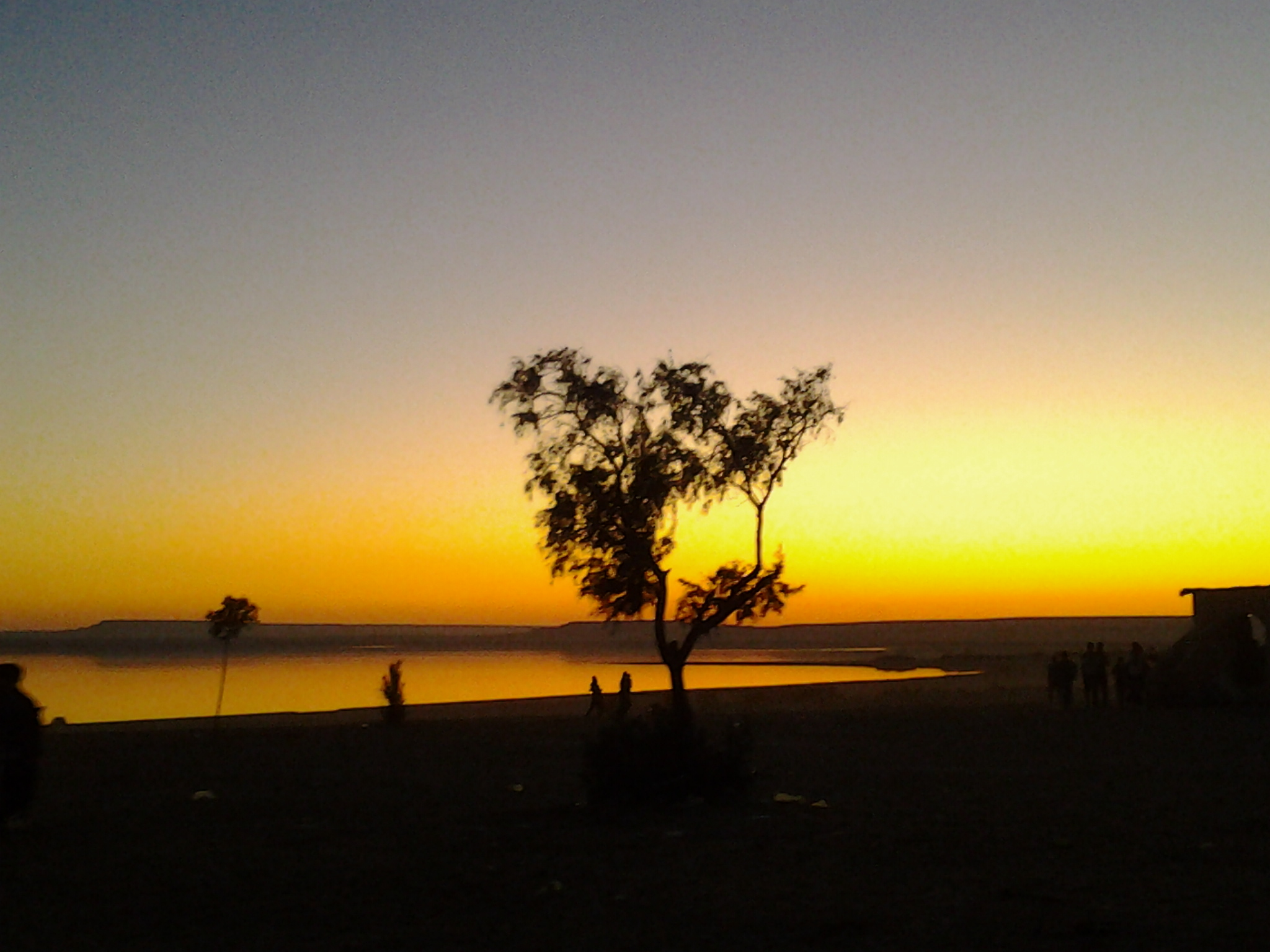
محمية وادي الريان في المساء مع غروب الشمس على البحيرة الجنوبية
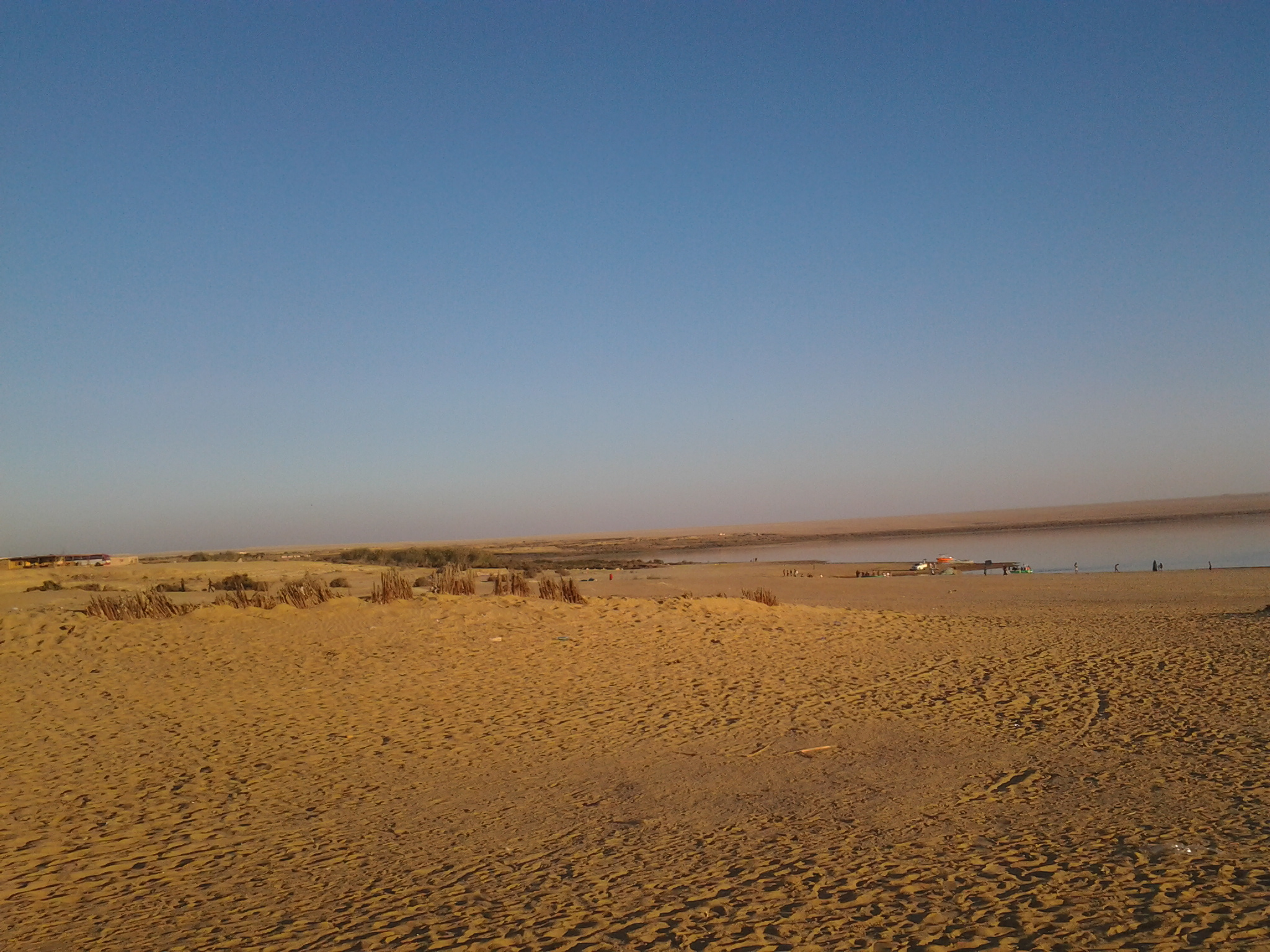
محمية وادي الريان في الصباح مع البحيرة الجنوبية
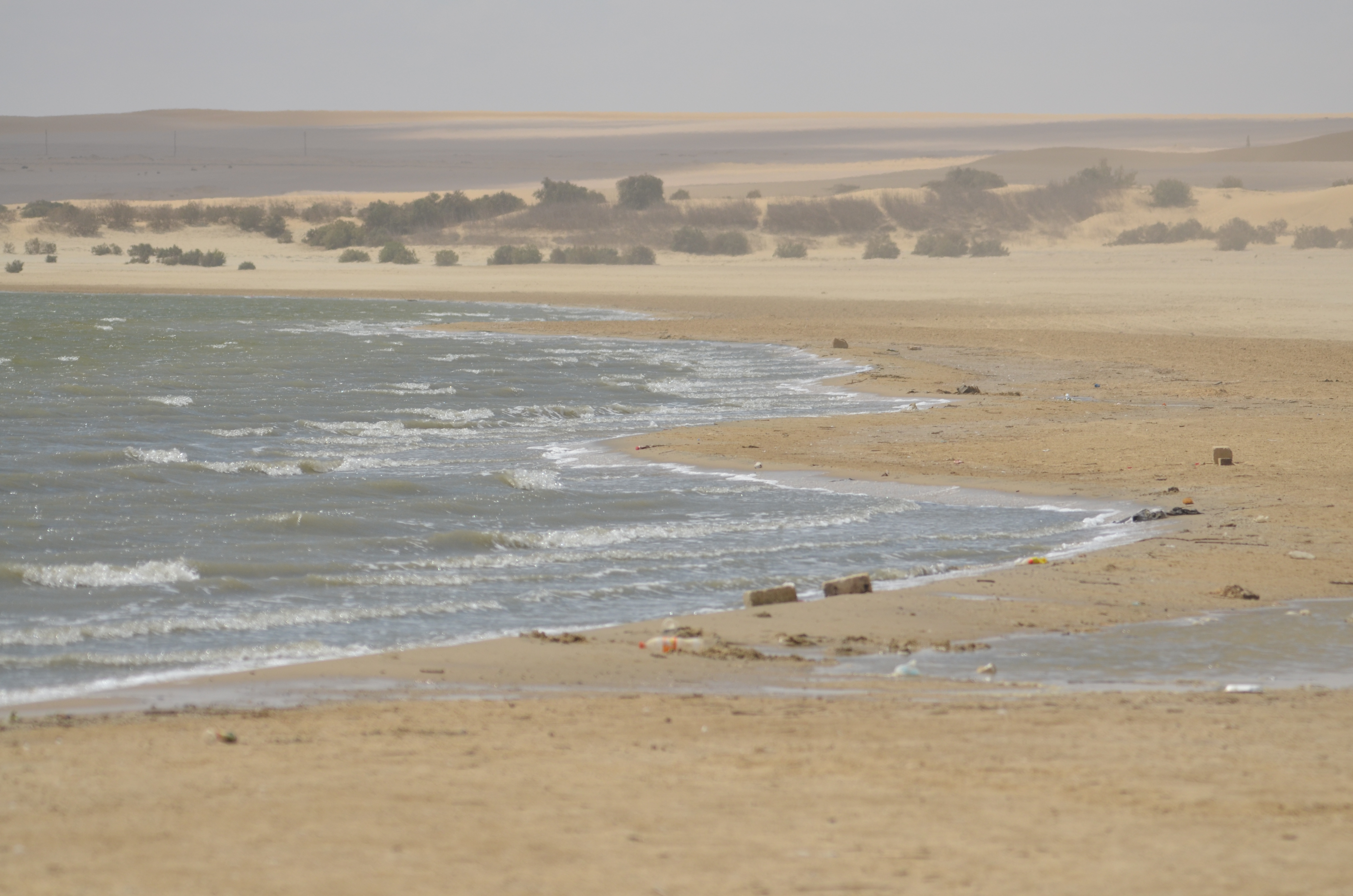
منظر لاحد البحيرتين داخل محمية وادي الريان
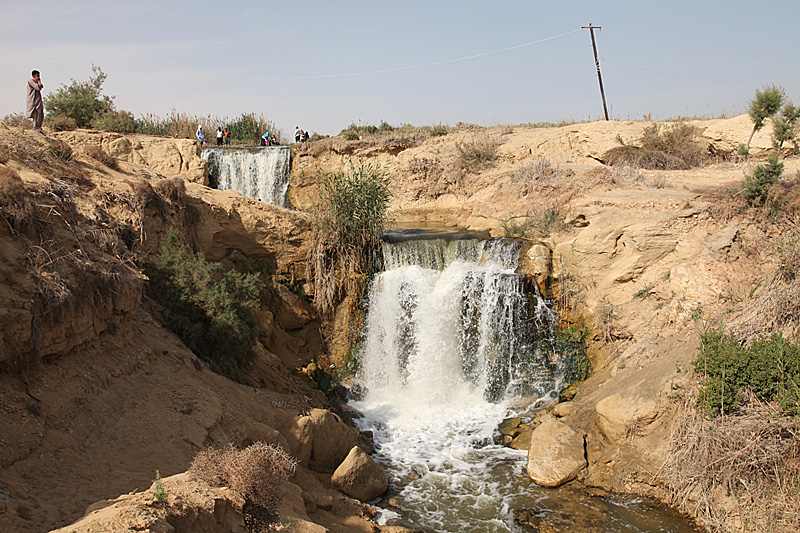
الشلال الجنوبي
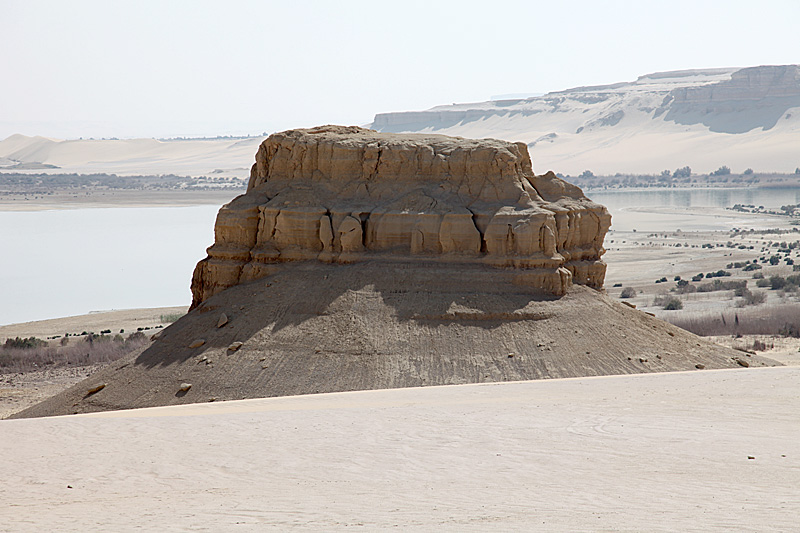
صخرة بالبحيرة الجنوبية
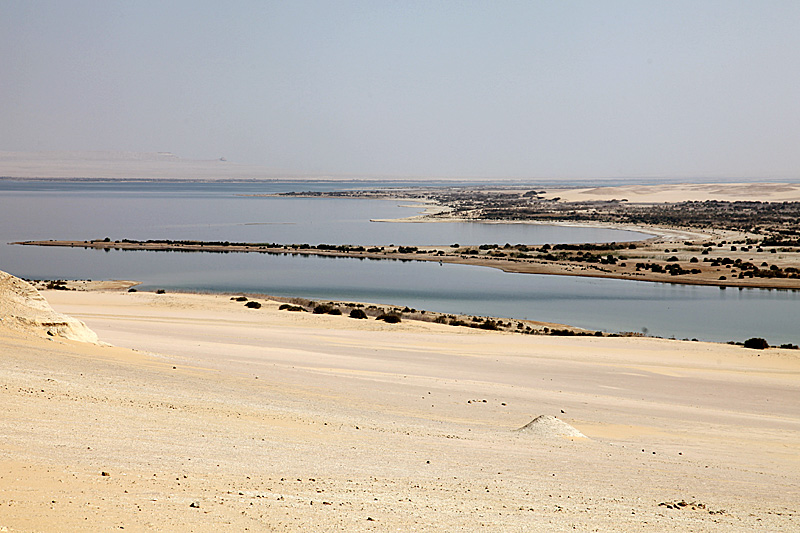
البحيرة الجنوبية
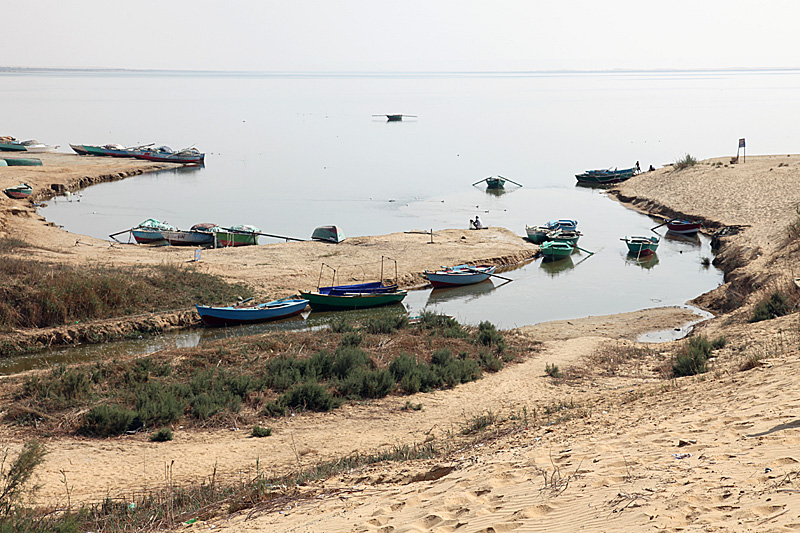
مراكب بالبحيرة الجنوبية